# TARU

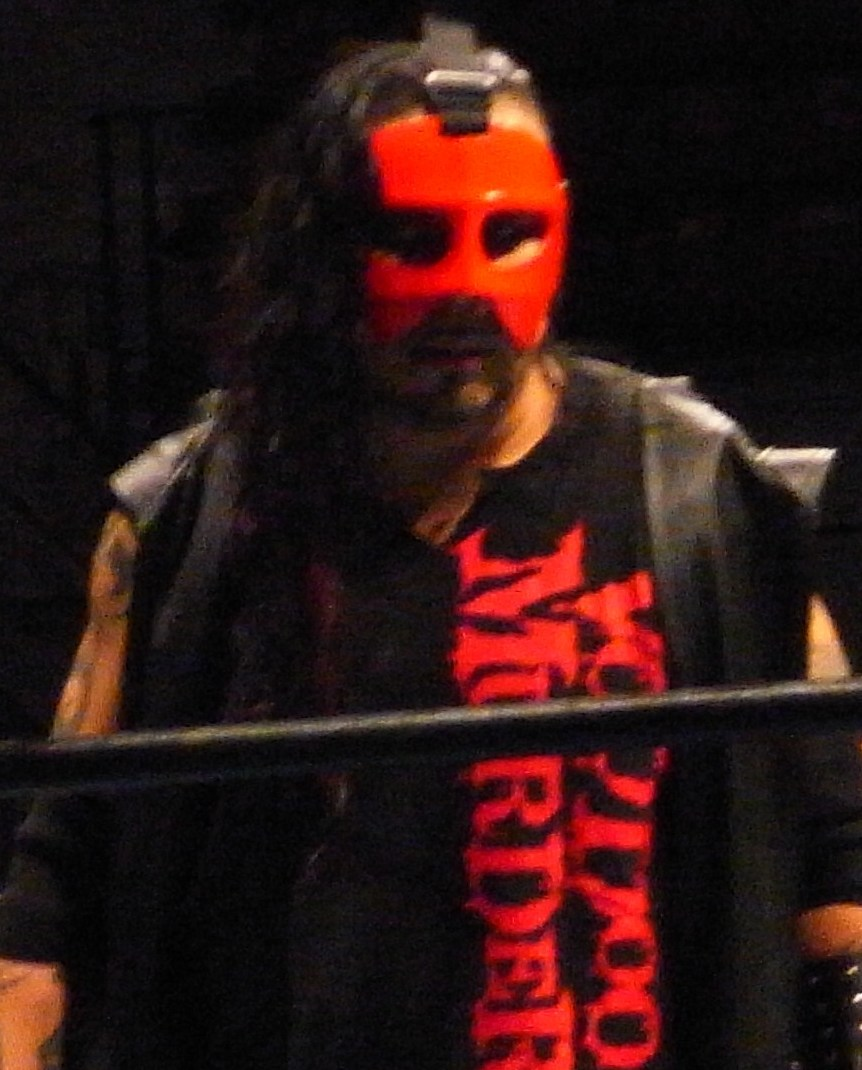
仮面をつけて入場するTARU。

TARU（タル、1964年8月23日 - ）は、日本のプロレスラー。本名：多留 嘉一（たる よしかず）。兵庫県神戸市出身。
白いコンタクトレンズに強面の顔付きで、上半身にトライバル（部族や種族が持つ独自の民族的デザイン）のタトゥーを施した悪役集団「VOODOO-MURDERS（以下「VM」）」の首魁としてプロレスリングZERO1を中心に活動している。

## 来歴
元々は地元の神戸を拠点に空手家として活動していたが、1995年の兵庫県南部地震（阪神・淡路大震災）がきっかけとなり、自らプロレス転向を決意する。1996年7月26日、WARで師である北尾光司が率いる武輝道場の一員としてデビューした。のちにメキシコへ渡って闘龍門でブレイクを果たし、TARUも現地でルードレスラーとして活動する。その後、TARUはしばしばWCWへの遠征も果たしていた大島伸彦（現：CIMA）、諏訪高広（現：SUWA）、藤井達樹（現：ドン・フジイ）と合流し、CRAZY-MAX（以下C-MAX）の一員となった。だが、日本帰国後に武輝道場との縁を切ることになる。以後、TARUは2004年11月の解散まで「C-MAXのマネージャー兼良き兄貴分」という立場になった。団体最重量のTARUと最軽量のストーカー市川との“試合”は団体の迷勝負であった。しかし、C-MAXはライバルチームが結成される度にベビーフェイス色が強くなっていき、TARUも外見とファイトが一致しなくなった。
2004年11月2日、C-MAX解散と共にDRAGON GATEを退団を発表。フリーランスとして2005年、全日本プロレスでジョニー・スタンボリー、近藤修司、"brother"YASSHIらとVMを結成、凶器攻撃・罵倒文句などの行動で王道を脅かす存在となり、ヒールとして高い評価を得た。
2006年1月8日、全日本プロレスで三冠ヘビー級王座（王者・小島聡）に挑戦するも敗れる。東京スポーツにおけるプロレス大賞の最優秀タッグチーム賞に諏訪魔、近藤修司、"brother"YASSHIと共に選ばれる。
2007年8月26日、TARUは小島と組んで川田利明&太陽ケア組を下し、世界タッグ王座を奪取。自身初のタイトル獲得となった。11月からの世界最強タッグ決定リーグ戦にはゾディアックと組んで参戦。12月29日、プロレスリング・エルドラド後楽園に登場し、TARUも「エルドラドのGM」と名乗りエルドラドのプロデュースをしていくことを表明した。
2008年1月3日、武藤敬司・ジョー・ドーリング組に敗れ世界タッグ初防衛に失敗。3月1日、VMを脱退した諏訪魔とシングルマッチを行なうが、敗れた。8月17日、G1 CLIMAX2008の最終日、TARUは決勝進出を懸けた小島vs真壁刀義の試合中に突如乱入、椅子で小島を殴打し真壁の勝利をアシストした。
2010年2月、対立ユニットF4との解散マッチで小島から勝利する。4月29日、ビッグ・ダディ・ブードゥーとのタッグでアジアタッグ王座を獲得する。8月29日、征矢学・真田聖也組に敗れアジアタッグ2度目の防衛に失敗した。
ところが、2011年5月29日の大会にてTARUの同僚だったスーパーヘイトが、「急性硬膜下血腫」のため試合後に倒れ緊急手術を行う出来事があった。5月31日、TARUは試合当日にビジネス上での口論からスーパーヘイトを数発殴打した事を自ら会社へ申し出、6月1日、TARUは記者会見にて無期限での出場自粛を発表した。試合前のスーパーヘイトに対するTARUの暴行と、病気に直接の因果関係がないため傷害罪には問われなかった。
スーパーヘイトへの暴行事件から6ヶ月後の11月22日、TARUはMAZADAと共に兵庫県葺合警察署によってスーパーヘイトへの暴行の現行犯で逮捕された。調べに対してTARUは、「日ごろの態度が悪いことを叱ったが、反省の色が見られず殴った」と自ら容疑を認めている。同年12月13日、TARUとMAZADAは神戸簡易裁判所に対して暴行罪で起訴され、罰金30万円の略式命令を受けた。
2013年1月、TARUはプロレスラーとしての復帰を表明、昨年、brohter"YASSHI"により再結成が発表された新生ブードゥーマーダーズに合流し、ダイアモンド・リングに参戦する。
2015年1月、ジャイアント馬場の十七回忌大会にて、レスラー復帰後初の全日本プロレスに参戦した。また馬場夫人の馬場元子からの参戦依頼で登場したが、継続参戦は拒否した。TARUが参戦を要請された理由は月命日の31日に欠かさず、自宅に来て馬場に手を合わせているからであった。
2016年、ワールド女子プロレス・ディアナとZERO1を中心に参戦。
2017年2月、プロレス活動における所属先をMAKAIプロジェクトとした。
2022年8月7日、全日本プロレス後楽園ホール大会にて、王道トーナメント出場をボイコットした諏訪魔にかわってエントリーし、1回戦で宮原健斗と対戦。

## 得意技
TARUドリラー
現在のTARUのフィニッシュ・ホールド。両腕を広げTの字を表し、相手を頭からマットに叩き付ける。TARUのかつての師である北尾光司の得意技・「キタオ・ドリラー」を受け継いだものである。ジャイアント・バーナードの「バーナードライバー」や、RO'Z・ジャマールの「サモアンドライバー」、リキシ・ファトゥの「リキシドライバー」と同型。ただし、危険度が高いので相手が軽量級の場合やキャリアが少ない選手に掛ける場合は、相手の頭がリングに直接落ちないよう微妙にコントロールしている。
TARUギロチン
仰向けに寝かせた相手にコーナー最上段から仕掛けるダイビングギロチンドロップ。
Tクラッシュ
ネックハンギングツリーの体勢に抱え上げ、ライガーボムのように相手をマットに叩きつける技。両手で首を絞めているので、相手は技を受けている間は息ができずダメージも大きい。
ムーンタルト
セカンドロープからのムーンサルトで、使用頻度は低い。
凶器攻撃
初期の頃は黒い木製のバット（C-MAXのカラーリングとロゴ入り）で、相手を殴りつけていた。VM結成以降は、正体不明の謎の凶器（078。ホールディングダガーの一種）を相手の顔面に突き刺したり、鉄パイプやムチで攻撃したりする。現在は主に鉄パイプを使用している。
TARUコプター
対ストーカー市川専用技。BTボムの要領で担ぎ上げ、その場でグルグル回って遠心力をつけた市川を投げ飛ばす技。
各種変型体固め
対ストーカー市川戦で用いていた体固めで、「指式体固め」「和式々体固め」「心臓マッサージ式体固め」「スキージャンプ式体固め」など様々なバリエーションが存在する。
各種変型エビ固め
上記の体固め同様、TARUが対ストーカー市川戦で用いていたエビ固めで、「洋式々エビ固め」「洋式々エビ固めお父さん編」「オートバイ式エビ固め」「ジェットスキー式エビ固め」など様々なバリエーションのエビ固めが存在する。
各種キック
バックボーンが空手であるため、蹴り技も用する。股関へのかかと落とし等
毒霧
ごくまれに使用する。
パウダー攻撃
試合前や試合中に使用する。

## タイトル歴
全日本プロレス
- 世界タッグ王座（第53代）（パートナーは小島聡）
- アジアタッグ王座（第83代）（ビッグ・ダディ・ブードゥー）

MOBIUS
- APEX OF TRIANGLE王座（第6代、第8代、第10代）（パートナーは"brother"YASSHI&拳剛→"brother"YASSHI&菅原拓也）

超花火プロレス
- 爆破王（第3代、第9代）
- 爆破王タッグ（第2代パートナーは田中将斗）

プロレスリングZERO1
- NWAインターコンチネンタルタッグ王座（第33代、第39代）（ハートリー・ジャクソン→第39代パートナーはクリス・ヴァイス）

## リングネーム
- 多留嘉一
- TARU（現在使用中）
- グレート・ルタ（グレート・ムタに対抗して作り出したTARUの化身）
- TARUちゃんマン（タケちゃんマンを模したキャラクター）
- TARUティモ・ドラゴン（ウルティモ・ドラゴンを模したキャラクター）

## その他
- プロレスラー転向のきっかけとなった阪神・淡路大震災について、『ファイト』のインタビューで震災に遭遇した時の衝撃を語り、「やれることを精一杯やっておこうと思った」（大意）と語る。そのインタビューが出た当時は既に全日本でヒールを極めていた頃であったが、この話題だけは一人間としてのTARUの正直な言葉として語っていた。この経験は、2011年東北地方太平洋沖地震で活かされる。
  - 2011年3月11日、石巻大会のためにバスで石巻市に向かっていたところ、仙台市内の高速道路で地震に遭遇。その様子を自身のブログで写真付きで実況中継している[6]。
  - 帰京後の3月15日、デイリースポーツで実体験を激白。この中で3月21日両国大会での義援金構想を表明[7]。
  - 3月18日、21日両国大会開催決定を受け、「やらぬ善より、やる偽善」をテーマにVMとして義援金を募集する為、三菱東京UFJ銀行草加支店に専用口座を開設。両国大会でVM初のチャリティーサイン会を開催する事を明らかにしている。[8]
- 多くのヒールレスラーがそうであるように、リングを降りると非常に紳士的な人物と評されている。しかし、ファンがサインを求めると色紙を投げ飛ばすということもする（それだけヒールとして徹底しているという意見もある）。ただし、2006年のVM決起集会では珍しくサインに応じた。
- 馳浩の引退試合に来場した、当時内閣総理大臣だった森喜朗の胸ぐらをTARUが掴んで挑発。怒った森前首相は自ら椅子を持ち出して攻撃しようとしたが、その瞬間SPが緊急出動して制止するという前代未聞の事態となった。
- メキシコ時代、女性と度々朝まで遊んでいたのを闘龍門の校長であるウルティモ・ドラゴンに「何をしにメキシコまで来た? 遊びに来たの?」と「それとなく」（TARU談）咎められ、再びレスラーとして歩んでいく決心をした。
- 同じ元DRAGON GATEの近藤やbrother"YASSHI"とVMとして行動を共にしているが、TARU本人はあくまでもフリーランスの立場を貫き、ドラゴンドア及びエルドラドにレギュラー参戦はしていない。本人も専門誌のインタビューで積極的にかかわる意思は今のところはないとしており、2007年8月大会でエルドラドへ初参戦したものの、今後もゲスト出場に留まる模様。
- TARU自身が「聖水」と呼んでいるTARU考案の「TARU水」があり、試合会場で「今なら通常価格15,000円のところ10,000円の出血大サービス中よ」と言葉巧みに販売している。その水の正体は定かでないが、使い古しのペットボトルにマジックで“TARU水”と記入した怪しいものである。また「この夏場は会場内が暑いだろう」というTARUなりの“配慮”により、噴水機で対戦相手や観客に散布した。ある観客に集中的にかける行為も見られる。
- フリー選手が主体のイベント「新宿カス野郎プロレス」では毎回主役級で登場している。Vol.2に来場したハヤブサに対して一日も早く復帰できるよう激励の言葉を贈ったり、フィギュアを購入するほどファンである天山広吉とのシングルマッチ（TARU本人には直前まで知らされていなかった）が実現し、いつも通りのマイクパフォーマンスを見せつつも感無量になり、いつもの悪党ぶりがわずかながら影を潜める機会が多かった。
- TARU自身もマイクを持ち饒舌であるが、brother"YASSHI"がマシンガントークで散々喋った後に「まぁ、そういうこっちゃ」という一言で短く締めることが多かった。
- TARUの直筆サイン入りカードが、オークションで4万円で落札されたことがあった。
- 2009年2月15日、YASSHIのプロレス休業後、YASSHIの「カス野郎」を使うようになった。
- C-MAXで同じユニットだったCIMA、ドン・フジイはDRAGON GATE離脱を、新潟での試合前に一緒にランニングしている時にTARU本人の口から聞かされたとのこと。
- 客席のゲスト（有名人・政治家・芸人）を見つけてはイジる。過去に元大相撲力士の白鵬、アナウンサーの宮根誠司からチョップをされた。
- TARUが凶器の鉄パイプを振り回し、客席の椅子を投げ飛ばしながら暴れて入場をするさい、リングアナウンサーのオッキー沖田が「ちびっこ逃げて！」「絶対に目を合わせないで下さい！夢に出てきます!!」と絶叫アナウンスが響き渡る（ZERO1での大会）。
- VMメンバーからは「オジキ」と呼ばれている。